# Ongevallenwet
De Ongevallenwet werd in 1901 ingevoerd. Het was de eerste sociale-verzekeringswet in Nederland. De Rijksverzekeringsbank moest deze wet uitvoeren. 
In het begin gold de Ongevallenwet alleen voor de gevaarlijke industriële bedrijven. De ‘loontrekkers’ in die bedrijven waren door de nieuwe wet verzekerd tegen de financiële gevolgen van een bedrijfsongeval. De uitkering na een ernstig bedrijfsongeval was 70% van het loon met een maximum van ƒ 2,80 (± € 1,27) per dag. Omdat het Ouderdomspensioen nog niet bestond werd de uitkering na het bereiken van de 65-jarige leeftijd niet gestopt. 
Wanneer een verzekerde door een bedrijfsongeval overleed kreeg zijn weduwe een rente van 30% van het loon van haar overleden man. Onder bepaalde omstandigheden hadden ook de wezen recht op een uitkering.
Ir. Cornelis Lely was, als minister van Waterstaat, Handel en Nijverheid, de verantwoordelijk bewindspersoon voor de totstandkoming van de Ongevallenwet. Hij was lid van de Liberale Unie, een progressieve politieke stroming die zich onder andere sterk maakte voor de invoering van sociale verzekeringen. Het verzet tegen zijn wetsontwerp werd aangevoerd door de machinefabrikant Dirk Stork, die overigens wel bekend stond als een sociaal ondernemer. Hij richtte de Vereniging van Nederlandse Werkgevers op en het dagblad  De Nieuwe Courant als spreekbuis tegen de wet.
De Ongevallenwet 1901 is in 1921 ingrijpend gewijzigd. Vanaf dat moment vielen namelijk alle bedrijven onder de Ongevallenwet, met uitzondering van land- en tuinbouw, zeevaart en zeevisserij. Hiervoor waren aparte ongevallenwetten. Arbeiders werden verzekerd tegen de financiële gevolgen van ongevallen die met hun werk in verband stonden. Ook werd revalidatie en omscholing mogelijk gemaakt en werd een toenemend aantal beroepsziekten met een ongeval gelijkgesteld.